# Aglantzia
Aglantzia (in greco Αγλαντζιά?, traslitterato anche Aglandjia, in turco Eğlence) è un comune di Cipro nel distretto di Nicosia di 20 783 abitanti (dati 2011).
Il comune confina con la capitale Nicosia anche se la maggior parte della popolazione abita sulle colline ad ovest della città.